# ممتازآباد، ملتان
ممتازآباد (به انگلیسی: Mumtazabad) یک منطقهٔ مسکونی در پاکستان است که در پنجاب واقع شده‌است.